# إعصار بوبا

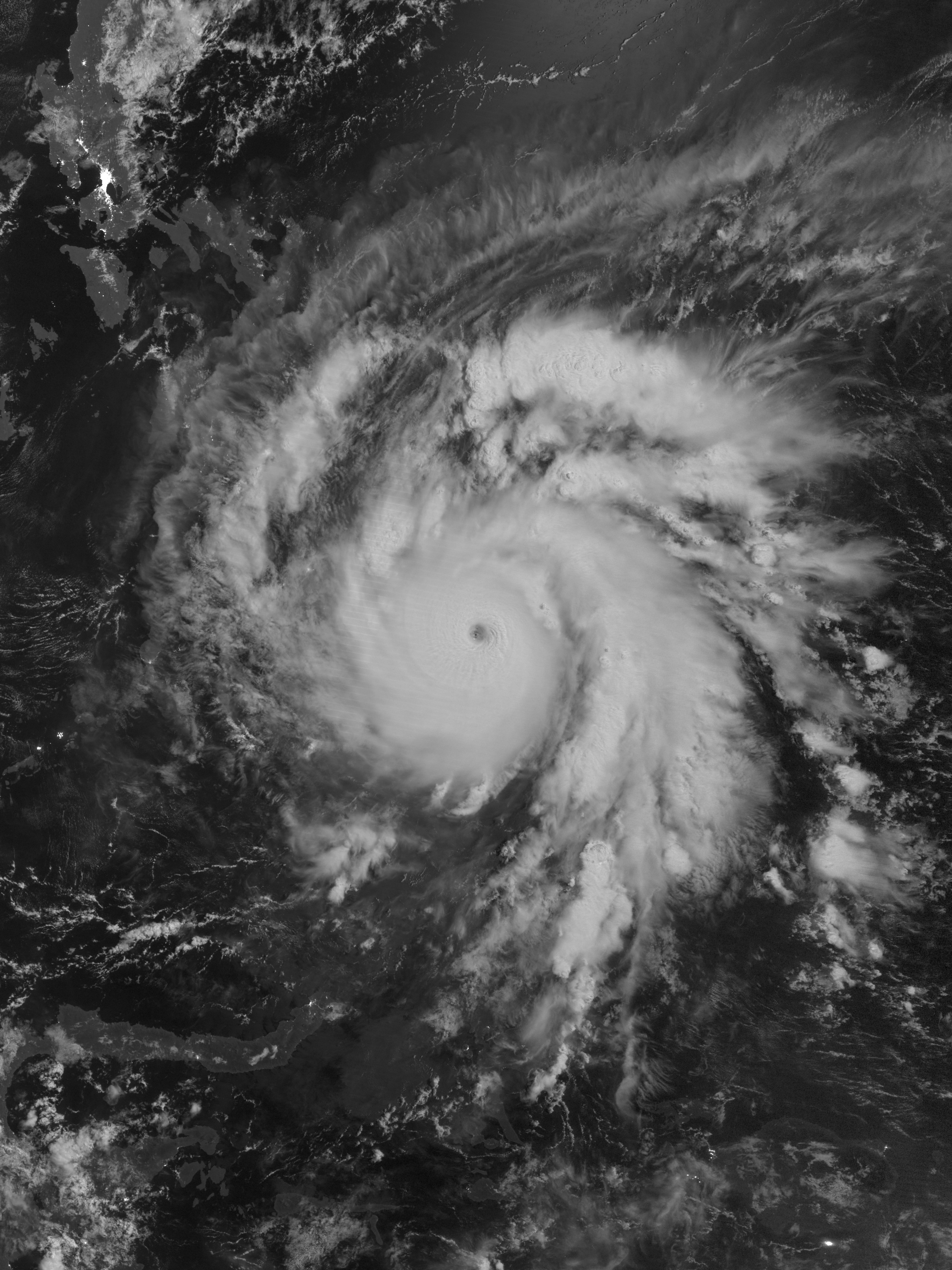
صورة للاعصار بوبا عبر الأقمار الاصطناعية

الإعصار بوبا هو إعصار قويّ ضرب جزيرة مينداناو في جنوب الفلبين، في فجر الثلاثاء 4 ديسمبر 2012، تصحبه رياح مستمرة قدرة سرعتها بـ160 ميل بالساعة مع فيضانات وأمطارٍ غزيرة، فقد ذكر مكتب الأرصاد الجوية في المملكة المتحدة أن بوبا هو الإعصار الأشدّ على الإطلاق الذي ضرب جزيرة ميندناو. فقد أنتجت العاصفة 3.6 بوصة من الأمطار في 6 ساعات في ماليبالي وهي مدينة في الجزيرة.